# イングリッシュ・シェパード・ドッグ

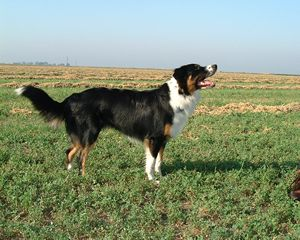
イングリッシュ・シェパード・ドッグ

イングリッシュ・シェパード・ドッグ（英：English Shepherd）とは、イングランド原産の牧羊犬種である。もともと作業犬として使われていたため姿にばらつきがあり、アメリカ原産なのにイギリスという犬種名はよくないという論議が行われたりするため、このごろアメリカ国内で話題の的になりつつある。

## 歴史
この犬種は作業用の牧羊犬であるワーキング・コリーの最後の生き残りであると言われている。アメリカにイギリスから初めての移民が来た時につれてこられたワーキング・コリーがもととなり、アメリカで改良されてできた犬種である。それが今日まで牧羊犬として生存し、イギリス由来の犬種であるため「イングリッシュ・シェパード・ドッグ」と呼ばれた。しかし、由来こそイギリスであるが、アメリカで改良されてイギリスのワーキング・コリーとは別の犬種に発展したため「イングリッシュ」という犬種名を冠するのはよくなく、原産地を誤認する原因にもつながるので改名すべきであると指摘されている。それによりファーム・コリー（英：Farm Colie）、オールド・ワーキング・コリー（英：Old Working Colie）など、多くの候補が出されているが、2009年現在、まだどの犬種名に
改名するかは決定していない。
イングリッシュ・シェパード・ドッグはほとんどが牧羊犬として使われているが、アメリカの南部ではツリーイング・ドッグ（揚げ木犬）という木の上に獲物を追い詰めて主人に銃で撃ってもらって仕留める北米独自の狩猟にも使われている。また、穏やかな性格のため、ペットとしても人気がある。
とても古い犬種ではあるが、多様な外見のため、AKC、FCIには未公認の犬種である。但し、UKC（ユナイテッドケネルクラブ）には犬種として公認されていて、日本にも数頭がペット用・牧羊犬用として輸入されている。

## 特徴
外見は多様だが、コリータイプの犬種で大まかな姿はがっしりさせたラフ・コリーといったところである。マズルは短く、頭は大きい。耳は垂れ耳または折れ耳であるものが多いが、立ち耳、半立ち耳のものもいる。尾の形も指定がないが、サーベル形の垂れ尾のものが多い。コートはつやがあり、ロングコート。コートタイプは直毛のものとウエーブ状のものがある。毛色も特に指定はなく、瞳の色はブルー、ブラウン（黒）、又は それらのバイアイ。体高46～61cm、体重16～41kgの大型犬。性格は明るく優しく勇敢である。また、子供と遊ぶことも大好きなため、一般家庭での飼育も非常に簡単である。

## 参考
『デズモンド・モリスの犬種事典』（誠文堂新光社）デズモンド・モリス著書、福山英也、大木卓訳 誠文堂新光社、2007年